# 萝岗车辆段
萝岗车辆段是广州地铁六号线的车辆段。车辆段位于原萝岗区（现黄埔区）中心区内，开创大道以南、荔红一路以东、伴河路以北、开源大道以西，占地面积35.4公顷，已于2016年启用。萝岗车辆段是廣州地鐵首個上盖物业發展的車輛段。車輛段與西側的香雪站接軌。

## 车辆段周边环境
到目前为止，车辆段周边已有中海誉城、万科东荟城等住宅项目。
根据最新规划，这里还将建设地铁车辆段上盖小区。
规划局介绍，萝岗车辆段的开发面积为28.32公顷，是三个车辆段中最大的。由于靠近大公山，为规划部门提出了空间优先和面积优先的两套方案，规委会倾向于开发强度更大的方案二。
据悉，方案二容积率为2.15，综合开发建筑面积为58.65万平方米，居住人口约1.7万。方案将盖板外延至山体，与山体景观连成一体，并设置绿色连廊，连接上盖居住小区和大公山。

## 车辆段主要任务
1. 承担本线范围内列车的定修、临修；
2. 承担本段配属列车的双周检、三月检；
3. 承担本段配属列车的停放和洗刷清扫等日常维修和保养任务；
4. 承担本段配属列车的乘务工作；
5. 承担本线范围内列车运行中出现事故时的救援工作；
6. 负责车辆段的材料供应和段内设备机具的维修及调车机车的日常维修工作；

以及负责本段配属列车的行政、技术和后勤管理等。
由於6號線在正線使用第三軌供電，在車輛段使用接觸網供電，因此有別於普通線路地在車輛段入口會有一段同時存在接觸網和第三軌的軌道供列車轉換。此外車輛段內的試車線也同時佈置有接觸網和第三軌。
6号线二期修建时，鑑於廣州地鐵的線網內既有A、B型車路線沒有與L型車路線連接的聯絡線，從國鐵路線運送的新購列車只能解編後通過平板車轉運，因此車輛段內亦有一段既無接觸網亦無第三軌的軌道，用於裝卸由平板車運輸的車廂。

## 建造
2015年，蘿崗車輛段正式開工建造。
2016年9月26日，蘿崗車輛段正式從建造事業總部陸續三權移交給運營事業總部。